# Europa naftowa
Europa naftowa – drugi album wydany przez polski zespół rockowy Atmosphere. Został wydany w 1999 roku.

## Lista utworów
1. "Ulice San Francisco" – 3:42
2. "Fontanna" – 4:34
3. "Lissa" – 3:49
4. "E-98" – 4:36
5. "Nowe oblicze siły" – 3:37
6. "Made my love" – 4:48
7. "Letter" – 0:38
8. "Frutti di mare"
9. "Stuff w którym ryby wypiły wodę" – 6:15
10. "Dziki głód" – 3:35
11. "Kosmos 1.999,-" – 4:22
12. "Połykacze pereł" – 4:48
13. "Poor (reach version)" – 6:24

## Twórcy
- Waldemar Dąże – gitara
- Dariusz Matuszewski – perkusja
- Marcin Rozynek – wokal, gitara
- Andrzej Smolik – pianino
- Łukasz Wachowiak – gitara basowa
- Aleksander Wnukowski – instrumenty klawiszowe